# Rohr, Roth
Rohr là một đô thị trong huyện Roth, bang Bayern, Đức.